# Lazareti u Dubrovniku
Lazareti je naziv za skupinu povezanih zgrada tristo metara udaljenih od zidina Dubrovnika prema istoku.

## Povijest
Lazareti su izgrađeni kao jedna od preventivnih zdravstvenih mjera zaštite stanovnika Dubrovnika za vrijeme Dubrovačke Republike.
Pošto je Dubrovnik bio važan lučki grad te je primao putnike iz svih krajeva svijeta, Veliko vijeće Dubrovačke Republike je 27. srpnja 1377. godine donijelo odluku kojom se prvi put u svijetu uvodi karantena kao mjera zaštite od unošenja i širenja zaraznih bolesti, posebice kuge. Ova je odluka objavljena u tzv. Zelenoj knjizi (Liber viridis) pod naslovom Veniens de locis pestiferis non intret Ragusium nel districtum (Tko dolazi iz okuženih krajeva, neka ne stupi u Dubrovnik niti na njegovo područje).
Određeno je da niti domaći ljudi, niti stranci koji dolaze iz kužnih krajeva ne mogu ući u grad, ako prethodno ne proborave 30 dana na otocima Mrkanu, Bobari i Supetru pored Cavtata.
U odluci iz 1397. godine odlučuje se da stranci i njihovi brodovi ne mogu uplovljavati zapadno od Molunta niti istočno od Mljeta, te im se određuje karantena i to na otoku Mrkanu na kojem se u to doba nalazi franjevački samostan, te na Mljetu gdje je benediktinski samostan.
Zbog udaljenosti, ali i iz strateških razloga, karantena se u 15. stoljeću premješta bliže Dubrovniku.
Početkom 15. stoljeća u Dubrovniku je postojao lazaret na Dančama. Za tu svrhu izuzete su 1430. neke kuće u gradskom perivoju Gradac, a od 1457. gradi se lazaret na Dančama i uz njega crkva. Dobra organizacija ovog lazareta omogućila je potpuno napuštanje karantene na otocima kraj Cavtata.
Godine 1533. počeo se graditi lazaret na Lokrumu. Premda je sagrađen veliki četverokutni lazaret, isti nije nikad dovršen niti upotrebljen za karantenu.
Krajem 15. stoljeća donesena je odluka o gradnji lazareta na Pločama. Početak gradnje lazareta na Pločama bio je 1590. godine, dok je gradnja završena 1642. Trajanje karantene produženo je s trideset na četrdeset dana, a zdravstveni radnici tzv. kacamorti nadzirali su provođenje i poštovanje odredbi o karanteni.
Premještanje lazareta na Ploče označava prerastanje ove ustanove iz okvira pomorskog saniteta i u sanitarni kordon prema kopnu.

## Arhitektonsko rješenje
Lazareti su impresivan kompleks sastavljen od deset dvorana tzv. lađa, između kojih se nalazi pet unutarnjih dvorišta tzv. badžafera, s dvjema kućicama na kat na ulazu i kraju lazareta nazvanih kapetanija i janjičarski han. Kompleks je omeđen visokim zidom i vratima s morske i kopnene strane.

## Zanimljivosti
Zanimljivo je napomenuti da 1808. godine Francuzi osnivaju zdravstveno povjerenstvo (commisione di sanita) koje će nastaviti djelovanje i za vrijeme austrijske vlasti sve do 1918. godine. U narodu se povjerenstvo popularno zvalo sanitat.
Godine 1921. potpisan je ugovor između Ministarstva vojske i dubrovačke općine o izmjeni zgrada, pa su tako nakon punih stotinu godina lazareti vraćeni u ruke lokalne zajednice, ponajviše zalaganjem „Nadleštva umjetnosti i spomenike” u Dubrovniku odnosno njegovog glavnog konzervatora umjetničko-povijesnih spomenika, Marka Murata.
Danas je u Lazaretima smještena Art radionica Lazareti, dubrovački Sanitat, Kavana Lazareti te humanitarna i mirotvorna udruga Deša.
Lazareti su predviđeni kao gradski multimedijski muzej i kao ulazna postaja svim posjetiteljima grada Dubrovnika.

## Unutarnje poveznice
- Art radionica Lazareti

## Vanjske poveznice
- Preventivne mjere zaštite u srednjem vijeku[neaktivna poveznica]